# Palazzo del Congresso Mansudae
Il Palazzo del Congresso Mansudae (in coreano: 만수대 의사당; Hanja: 萬壽 臺 議事堂) è la sede dell'assemblea popolare suprema, l'organo legislativo unicamerale della Corea del Nord.

## Descrizione
Si trova nella capitale nordcoreana di Pyongyang ed è adiacente al Museo della Rivoluzione Coreana. Prima della Guerra di Corea sul territorio in cui si trova ora l'edificio era ubicato l'ex carcere femminile di Pyongyang.
Il palazzo include una sala riunioni principale che copre un'area di 43 000 metri quadri con 2.000 seggi per i membri del parlamento e un sistema di traduzione simultanea con la capacità di tradurre dieci lingue straniere alla volta. L'edificio ha uno stile architettonico classico sovietico con alcuni elementi coreani.